# Eugeniu Russev
Eugeniu Russev (n. 24 decembrie 1915, Cubei, gubernia Basarabia, din Imperiul țarist — d. 17 mai 1982, Chișinău, din R.S.S.M.) a fost un istoric moldovean, specialist în istoria medie, arheografie și filologie română. În anul 1961 a fost ales ca membru corespondent al Academiei de Stat a Moldovei.

## Biografie
Și-a făcut studiile medii la Chișinău, absolvind apoi Facultatea de Litere și Filosofie a Universității din București (1939). În 1939 a activat ca șef al bibliotecii la Catedra de slavistică a Universităţii din București. Tot în același an se înscrie la doctorat, avându-l coordonator pe Petre P. Panaitescu. Studiile îi sunt întrerupte de ocupația sovietică a Basarabiei și Bucovinei de Nord, în urma căreia alege să se întoarcă în Basarabia. Din 1943 a devenit colaborator științific la Institutul de Istorie, Economie, Limbă și Literatură. În perioada 1948-1951 urmează aspirantura la Institutul de Istorie al A.Ș.-ului a U.R.S.S.-ului. Ulterior este colaborator, secretar științific, șef de sector și director al Institutului de Istorie al A.Ș.M.-ului, iar, din 1970, colaborator al Institutului de Limbă și Literatură. Membru corespondent al A.Ș. al R.S.S.M.-ului (1961).
În 1949 se înscrie în PCUS, dar, în 1952, este exclus din partid, deoarece "era școlit de burghezi" (studiile sale universitare în Bucureștiul interbelic). Este reabilitat și reprimit în 1953, după moartea lui Stalin.
A participat la elaborarea crestomațiilor literaturii moldovenești vechi, a manualelor de istorie a R.S.S.M. și de „literatură moldovenească” pentru clasa a VIII-a. Coautor și redactor la două dicționare „ruso-moldovenești” (1949–1954) și, împreună cu N. Corlăteanu, a editat dicționarul ruso-român (1954, 1967).
Este autorul unor studii de istorie: Lupta poporului moldovenesc împotriva jugului otoman (1968), dar și a unor capitole din Istoria R.S.S.M.-ului (1951, 1965, 1982).
Era pasionat de cronografia moldovenească. A scris studii introductive la edițiile letopisețelor lui I. Neculce, G. Ureche, M. Costin, culegerea de studii Slova cronicărească – ecoul bătrânei Moldove (1974) ș.a. În seria Gânditori moldoveni, i-au fost publicate micromonografiile Miron Costin (1978) și Ion Neculce (1980). Lucrările lui se caracterizează prin documentare minuțioasă, discernământ critic și stil elevat.

## Distincții
- Om emerit în științe din R.S.S.M. (1976).
- Premiul de Stat al R.S.S.M.-ului (1972).
- Ordinul "Drapelul Roșu de Muncă".